# Мария, герцогиня Глостерская и Эдинбургская
Принцесса Мария Великобританская (25 апреля 1776[…], Вестминстер, Большой Лондон — 30 апреля 1857[…], Вестминстер, Большой Лондон) — член британской королевской семьи, в замужестве — герцогиня Глостерская и Эдинбургская.

## Биография
Мария родилась 25 апреля 1776 года в Букингемском дворце. Она стала одиннадцатым ребёнком и четвёртой дочерью в семье короля Великобритании Георга III и его супруги Шарлотты Мекленбург-Стрелицкой. Принцесса была крещена 19 мая 1776 года архиепископом Кентерберийским Фредериком Корнуоллисом. Её крёстными стали: Фридрих, ландграф Гессен-Кассельский, Шарлотта, герцогиня Саксен-Гота-Альтенбургская и Фридерика Гессен-Дармштадтская, в замужестве герцогиня Мекленбург-Шверинская.
Впервые в свет принцесса была представлена в 1791 году во время празднования дня рождения короля. В 1796 году принцесса влюбилась в голландского принца Фредерика. Его семья жила в изгнании в Лондоне. Однако помолвки не было, так как по английским традициям первыми должны выходить замуж старшие сёстры, которые замужем ещё не были. В 1799 году Фредерик умер от инфекции во время службы в армии. Марии было разрешено носить по нему официальный траур.

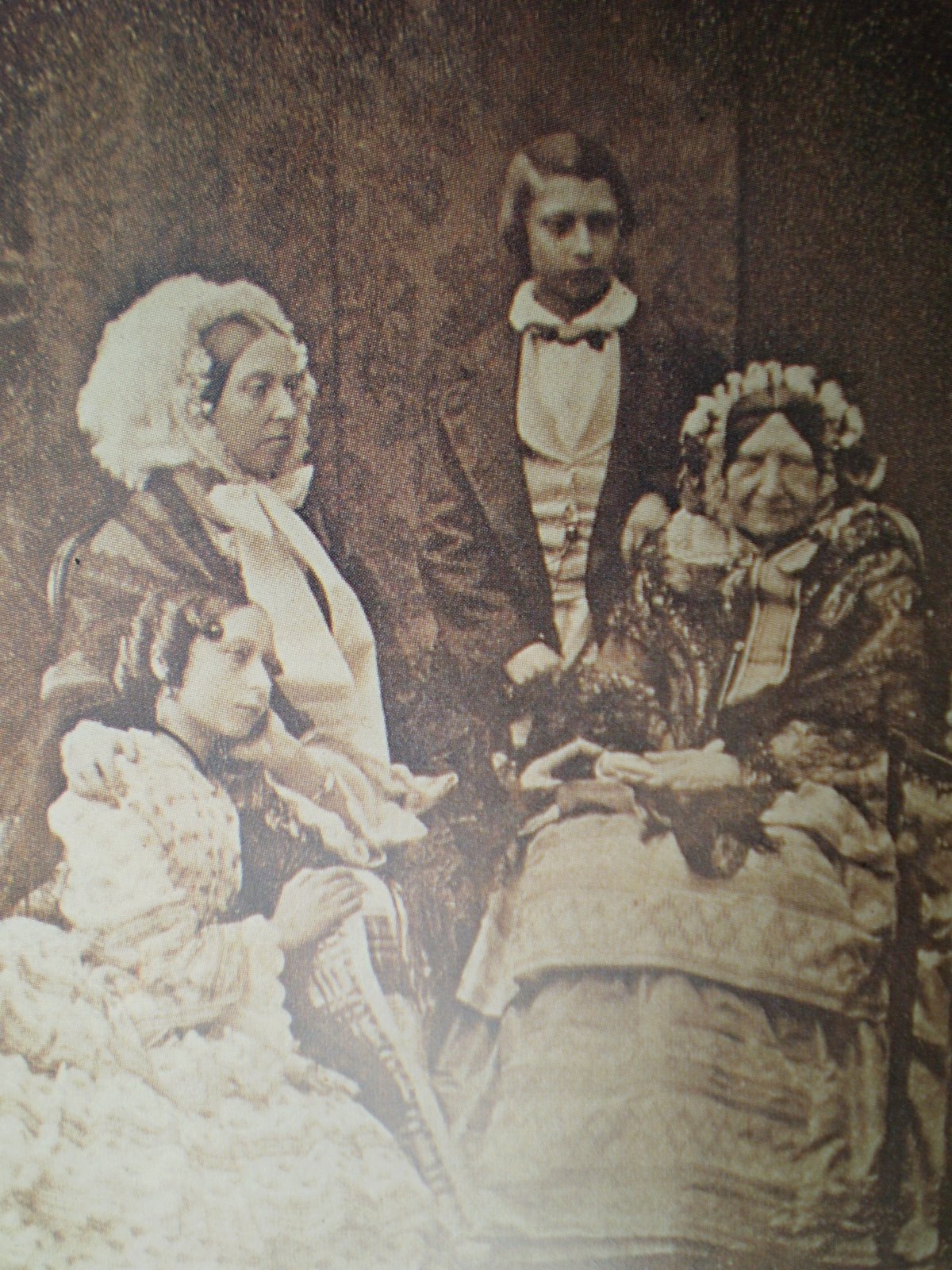
Принцесса Мария вместе с королевой Викторией, принцессой Алисой и принцем Альбертом на фотоснимке.

Мария проводила большую часть с родителями и сестрами. Всего в семье было пятнадцать детей. Только младшие братья Октавий и Альфред умерли в детстве. 22 июля 1816 года принцесса Мария вышла замуж за своего двоюродного брата принца Уильяма Фредерика, герцога Глостерского и Эдинбургского в часовне Сент-Джеймсского дворца. Супруги проживали в Бегшот-парке. В 1834 году Уильям умер. Мария после его смерти переехала в Белую Лоджу в Ричморд-парке. Детей в браке не было. Мария считалась любимой тётей принцессы Виктории, будущей королевы Великобритании и императрицы Индии.
Умерла Мария в 1857 году на восемьдесят втором году жизни, пережив всех своих братьев и сестёр. Она была единственной среди детей короля, которая была запечатлена на фотоснимке.

## Титулы
- 25 апреля 1776 — 22 июля 1816: Её Королевское Высочество Принцесса Мария Великобританская
- 22 июля 1816 — 30 апреля 1857: Её Королевское Высочество Герцогиня Глостерская и Эдинбургская